# Tanaka Shigeho
Tanaka Shigeho (japanisch 田中 茂穂; * 16. August 1878 in Kōchi, Präfektur Kōchi, Japan; † 24. Dezember 1974 in Tokio) war ein japanischer Ichthyologe. Er galt als einer der „Väter der japanischen Ichthyologie“.

## Leben

### Akademische Karriere
1901 trat Tanaka in die Universität Tokio ein, wo er 1903 in Zoologie mit dem Schwerpunkt Ichthyologie graduierte. 1931 wurde er mit der Dissertation On the distribution of fishes in Japanese waters zum Doktor der Wissenschaften (DSc) an der Universität Tokio promoviert. 1938 wurde er zum Professor ernannt. 1940 ging er in den Ruhestand.

### Forschungsarbeit
Nach dem Abschluss seines Studiums war Tanaka Redakteur des monatlich erscheinenden Journals Zoological Magazine, in dem 1904 sein erster wichtiger Artikel Gyorui Gaisetsu (Guidance for Ichthyology) erschien. Im selben Jahr begann Tanaka mit dem Aufbau der ichthyologischen Sammlung der Universität Tokio. Tanaka sammelte sowohl in Eigenregie als auch gemeinsam mit seinen Schülern und Mitarbeitern. Seine Sammlung, darunter zahlreiche Typusexemplare, die im Zoologischen Museum der Universität Tokio untergebracht ist, umfasst über 300.000 Proben. 1905 veröffentlichte Tanaka seine erste wissenschaftliche Erstbeschreibung über die Seekatzenarten Chimaera owstoni und Chimaera jordani. Zwischen 1908 und 1930 beschrieb er nahezu 200 neue Fischarten aus japanischen Gewässern.
1910 schied Tanaka aus der Redaktion des Zoological Magazine aus. 1913 gründete er die neue Zeitschrift Gyoguku-zasshi (Ichthyological Journal), die jedoch nach nur sieben Ausgaben im selben Jahr wieder eingestellt wurde. 1911 begann Tanaka mit der Schriftenreihe Figures and Descriptions of the Fishes of Japan, von der er bis 1930 48 Bände veröffentlichte. Diese Reihe erschien in japanischer und englischer Sprache. Nach einer längeren Unterbrechung veröffentlichten Itiro Tomiyama und Tokiharu Abe, zwei Studenten von Tanaka, den 49. Band im Jahr 1953. 1958 wurde die Reihe mit dem 59. Band abgeschlossen. Insgesamt umfasst die Reihe 337 Artbeschreibungen, darunter 50 Erstbeschreibungen.
1913 veröffentlichte Tanaka gemeinsam mit David Starr Jordan und John Otterbein Snyder sein populärstes Werk A catalogue of the fishes of Japan, welches die Beschreibungen und Illustrationen von allen bis dato bekannten japanischen Fischarten sowie deren Synonyme, Verbreitungsgebiete und japanische Trivialnamen enthält. 1926 hatte Tanaka auf Einladung von Jordan einen Forschungsaufenthalt an der Stanford University.